# Warcraft
Warcraft je serija igara američke tvrtke Blizzard Entertainment. Prva igra u seriji, "Warcraft: Orcs and Humans", izašla je 1994. godine. Slijedili su "Warcraft 2: Tides of Darkness" te "Warcraft 3: Reign of Chaos", poznatiji pod naslovom svoje ekspanzije kao The Frozen Throne. Nakon tih (RTS) igara, uslijedio je MMORPG World of Warcraft, koja je trenutno najpopularnija igrica na svijetu.

## Warcraft 3: Reign of Chaos
Warcraft 3: Reign of Chaos je treći nastavak u Warcraft seriji igara, od Američke tvrtke Blizzard Entertainment. Izašao je na 3. srpnja 2002.

## Warcraft III: The Frozen Throne
Ekspanzija Warcraft III: The Frozen Throne je izašla godinu poslije.